# Dario Baldan Bembo

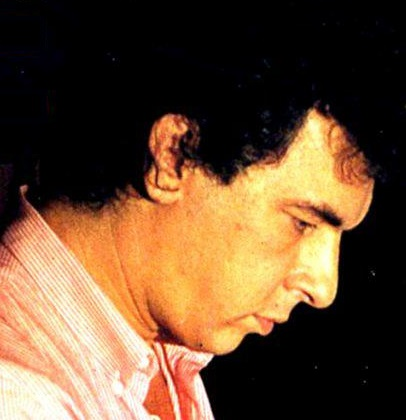
Dario Baldan Bembo in 1982

Dario Baldan Bembo (Milaan, 15 mei 1948) is een Italiaanse componist en zanger. Hij is gedurende tientallen jaren vertolker van de lichte muziek geweest in Italië.
Bepaalde liederen van Dario Baldan Bembo zijn internationaal bekend geworden, zoals zijn  Tu cosa fai stasera?, dat in bewerkte vorm door onder meer Sarah Brightman en Marco Borsato wordt vertolkt.
Tegenwoordig woont hij in Milaan, waar hij leiding geeft aan de F. Drake Studio, die kansen biedt aan jong muzikaal talent. 

## Discografie
- 1975  Air
- 1975 Growing
- 1977 Migration
- 1979 Dario Baldan Bembo
- 1981 Want Of Blue
- 1982 Etereo
- 1982 Spirit of the Earth
- 1985 You Space United
- 1991 A Po' for Living a Po' in order to Dream
- 1996 The Song of the Umanita
- 1999 The Successes